# Commandement interallié de transition - Afghanistan

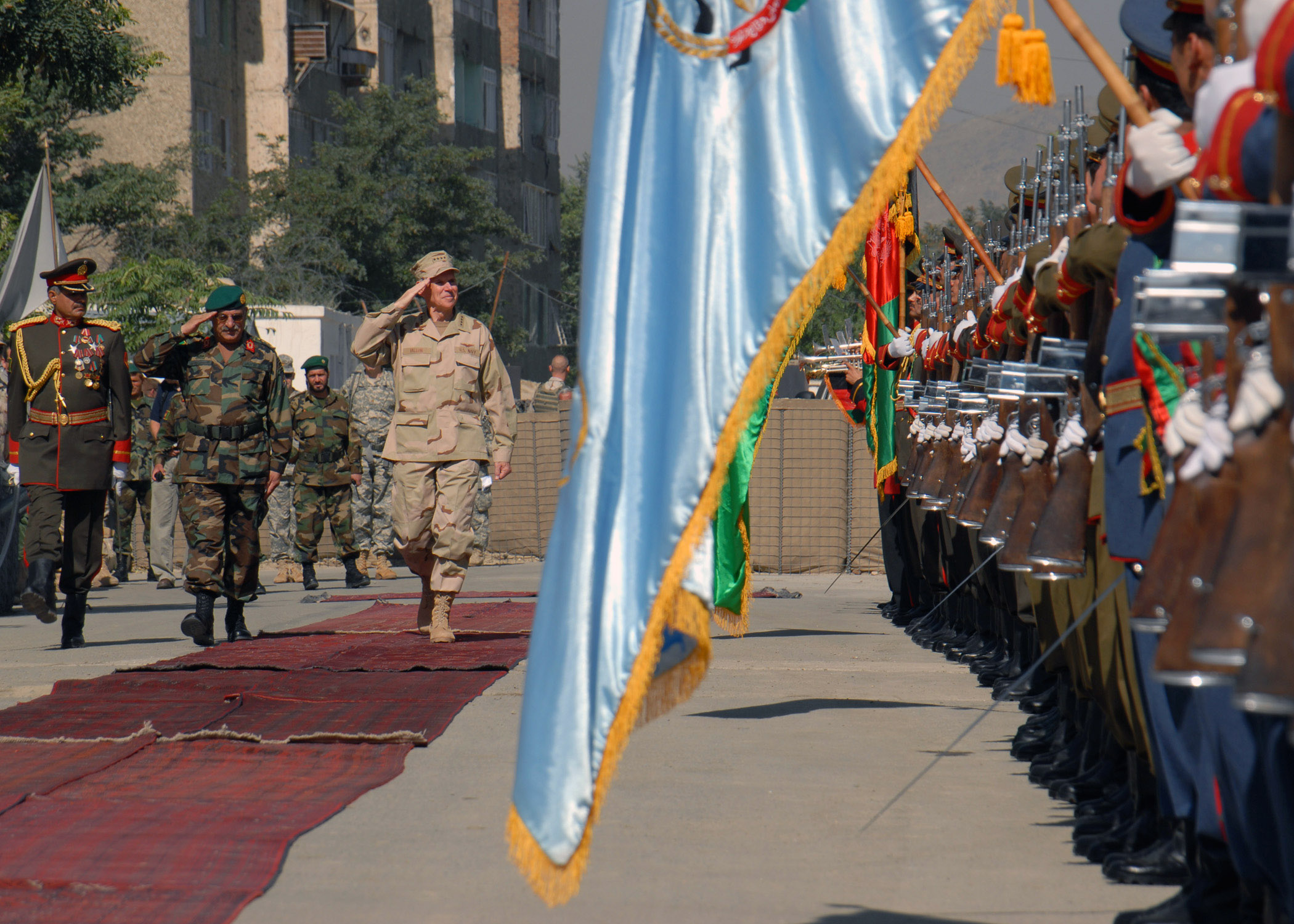
Amiral William J. Fallon commandant du Commandement central des États-Unis salue les Afghans de la garde d'honneur à la cérémonie de passation de commandement pour le Commandement interallié de transition - Afghanistan (CIT-A) en 2007.

Le Commandement interallié de transition - Afghanistan (CIT-A), est une organisation militaire internationale, dirigée par les États-Unis afin de faciliter la transition du commandement des forces de sécurité entre la coalition et les forces gouvernementales afghanes.
Créé avril 2006, le Commandement interallié de transition - Afghanistan (CIT-A) a été formé à partir de l'Office de coopération en matière de sécurité en Afghanistan. En partenariat avec le gouvernement de l'émirat islamique d'Afghanistan et de l'Organisation du Traité Atlantique Nord (OTAN), le CIT-A été chargé de la planification, de la programmation et de mise en œuvre de la réforme des Forces armées afghanes composées de l'Armée nationale afghane (ANA), des Forces aériennes afghanes (FAA) et de la Police nationale afghane (PNA) dans le but de sécuriser la stabilité de l'Afghanistan, de renforcer l'état de droit, et de lutter contre le terrorisme intérieur.
En avril 2009, au sommet de l'OTAN de Strasbourg - Kehl, l'alliance a décidé de créer la Mission de formation de l'OTAN en Afghanistan (MFO-A), une organisation chargée de la formation et du développement des Forces de sécurité afghanes. Sept mois plus tard, le 21 novembre 2009, la MFO-A a été officiellement activée au sein du CIT-A dont l'état-major est situé au Camp Eggers, à Kaboul. Le général commandant le CIT-A commandant alors les deux formations (CIT-A et MFO-A). À son apogée, l'ensemble de la structure, (CIT-A et MFO-A) englobait près de 8 000 membres, conseillers, mentors, etc. L'unité était reconnue en tant qu'état-major de corps d'armée. Avec la Mission d'entraînement et de conseil (MEC ou Train, Advise and Assist (TAA) mission en anglais) associée au ministère de la Défense, au ministère de l'Intérieur ainsi qu'aux ministères non chargés de questions de sécurité, l'organisation était identifiée en tant que Commandement adjoint - Groupe de conseil ministériel ou CA-GCM (DCOM-MAG en anglais).
En novembre 2013, lorsque la MFO-A fut intégrée fonctionnellement au commandement de la Force internationale d'assistance et de sécurité (FIAS), la MFO-A et le CIT-A furent séparés, permettant à chacune des organisations de se focaliser sur sa mission première. Plusieurs mois plus tard, le CIT-A transféra le camp Eggers au département d'État américain et le matériel ainsi que les personnels à l'état-major de l'ISAF en vue de diminuer le dispositif dans le cadre de la mission Mission Resolute Support.
Avec la réorganisation de la structure de conseil afin d'établir une assistance aux forces de sécurité basée sur l'efficacité opérationnelle en juillet 2014, le CA-CGM/CIT-A fut transformé en état-major adjoint de l'assistance de sécurité (DCOS SA en anglais). L'une de ses missions fut de gérer un fonds de plus de 50 milliards de dollars (sur plusieurs années) pour moderniser les forces de sécurité afghanes. L'organisation fournit des chargés de missions pour les quatre missions essentielles : EF1 (plan, programme, budget, et mise en œuvre), EF2 (transparence, responsabilité et contrôle), FE3 (règle de droit), et EF5 (maintenance).
Campagnes de la levées de fonds
- Afghanistan:
  - Consolidation II
  - Consolidation III
  - Transition I
  - Transition II

## Décorations de l'unité
| Ruban | Récompense                   | Années                       | Notes                                                     |
| ----- | ---------------------------- | ---------------------------- | --------------------------------------------------------- |
|       | Joint Meritorious Unit Award | février 2004 - novembre 2004 | Pour service en Afghanistan                               |
|       | Joint Meritorious Unit Award | janvier 2005 - décembre 2005 | Pour service en Afghanistan                               |
|       | Joint Meritorious Unit Award | 2006–2007                    | Pour service en Afghanistan                               |
|       | Joint Meritorious Unit Award | 2007–2008                    | Pour service en Afghanistan                               |
|       | Joint Meritorious Unit Award | 2009–2010                    | Pour service en Afghanistan (conjointement avec la MFO-A) |
|       | Joint Meritorious Unit Award | 2010–2011                    | Pour service en Afghanistan (conjointement avec la MFO-A) |
|       | Joint Meritorious Unit Award | 2011-2012                    | Pour service en Afghanistan (conjointement avec la MFO-A) |
|       | Joint Meritorious Unit Award | 2012-2013                    | Pour service en Afghanistan                               |